# Joe Keery
Joseph David Keery (født 24. april 1992) er en amerikansk skuespiller og musiker. Han er bedst kendt for at spille Steve Harrington i Netflix-serien Stranger Things, og for hans rolle i Free Guy (2021).

## Personlige liv
Han har været i et forhold med Maika Monroe siden 2017. 